# Moradi-formatie
De Moradi-formatie is een geologische formatie in Niger die afzettingen uit het Laat-Perm omvat. 
De Moradi-formatie ligt in het Izégouandane-bekken in het noordwesten van Niger. Dit gebied maakte in het Perm deel uit van het zuidelijke supercontinent Gondwana.
In de Moradi-formatie zijn fossielen gevonden van de amfibieën Saharastega en Nigerpeton uit de Temnospondyli, de pareiasauriër Bunostegos, het captorhinide reptiel Moradisaurus en een dicynodont. Saharastega is het primitiefste bekende amfibie van Gondwana en verwant aan de Edopoidea van Euramerika.